# Svatyně Meidži
Svatyně Meidži (japonsky) je největší šintoistická svatyně v Tokiu. Je zasvěcena císaři Meidži a císařovně Šóken. Svatyně se nachází uprostředu parku Jojogi ve čtvrti Šibuja. Byla vystavěna během let 1915–1920 a v roce 1958 po zničení druhoválečnými nálety přestavěna. Během roku se zde konají různé akce, z nichž jsou největšími novoroční obřady a den císařových narozenin (3. listopadu).

## Historie

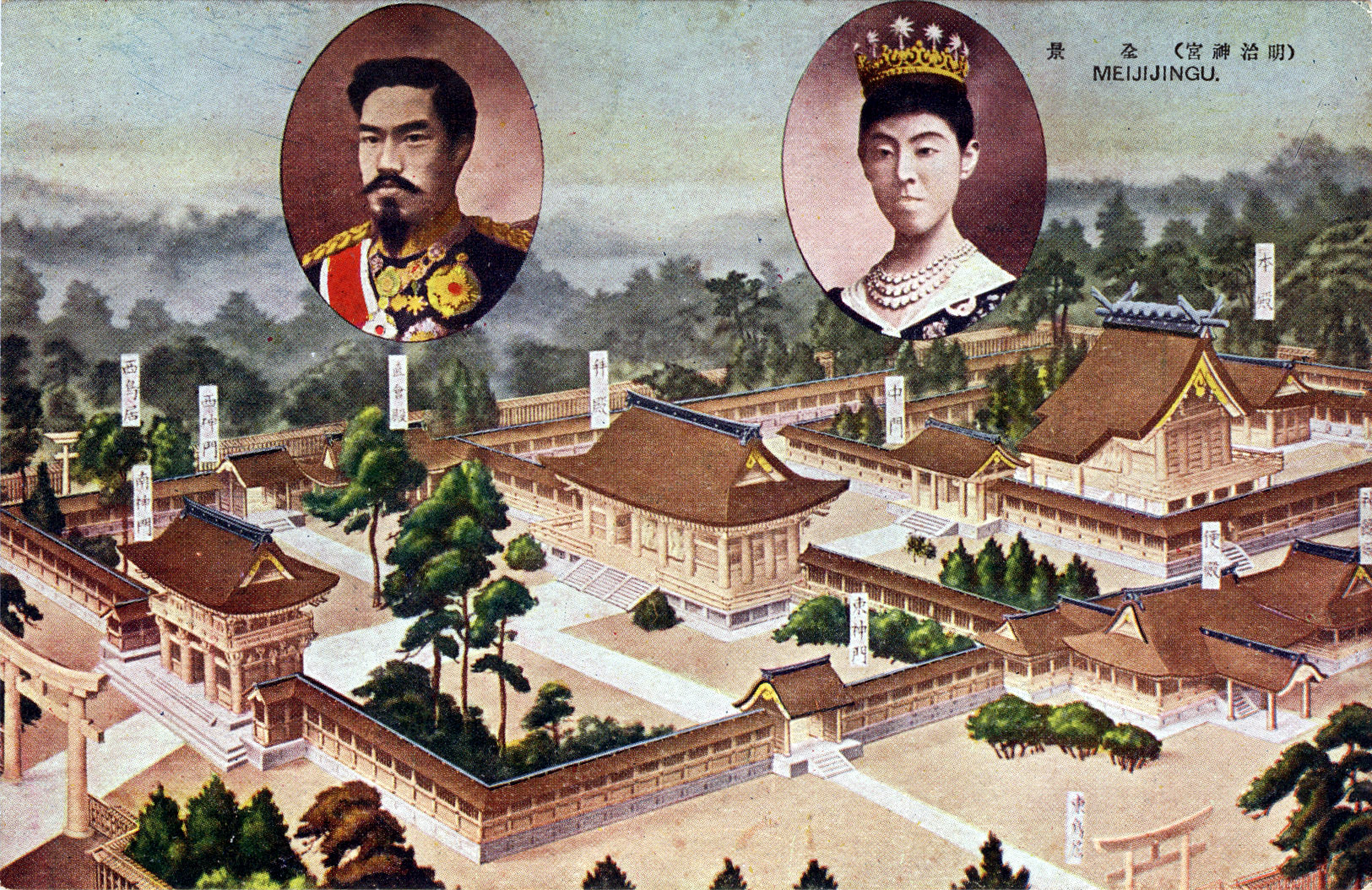
Pohled na hlavní svatyni s portréty císaře a císařovny, ilustrace z roku 1926

V místě dnešní svatyně se původně nacházel císařský pozemek, na kterém založil samotný císař kosatcovou zahradu, kterou zasvětil a pravidelně navštěvoval s císařovnou. Z tohoto důvodu také vybral toto místo japonský parlament v roce 1912, rok po císařově smrti, aby zde byl vybudován komplex na jeho připomínku.
První práce začaly pod vedením architekta Čúty Itóa rok po smrti císařovny, tedy v roce 1915, a byly dokončeny roku 1920. Hlavním použitým dřevem byl japonský a tchajwanský cypřiš, většina ornamentů a kovových dekorací je vyrobena z mědi a bronzu. Celková cena stavby byla vyčíslena na cca 522 tisíc jenů.
Během druhé světové války byla svatyně při americkém náletu na Tokio zničena, roku 1958 ale byla obnovena do své původní podoby.

## Významné objekty
Komplex se dělí na dva areály – naien (内苑, vnitřní zahrada) a gaien (外苑, vnější zahrada). Pod vnitřní zahradu spadá část parku Jojogi s hlavní svatyní a kosatcovou zahradou, ve vnější zahradě se nacházejí galerie, pamětní síň, ale i například i Národní stadion. Tyto dvě části jsou odděleny městskou zástavbou a železniční tratí, která obsluhuje vnitřní zahradu zastávkou Haradžuku hned vedle svatyně.
Směrem na východ od hlavní svatyně se nachází největší torii brána areálu (ótorii), která se tyčí do výšky 12 metrů a je vyrobena z tchajwanského cypřiše.
Severně od svatyně se nachází muzeum císařské pokladnice, ve které jsou vystaveny napříkad císařské oděvy, císařský kočár a další předměty související s císařskou rodinou.
V areálu jsou po hlavní cestě vystaveny posvěcené sudy s japonským sake, ale také sudy s burgundským vínem. Jsou dokladem jednak rozmachu domácího alkoholového průmyslu, ale i importu západního zboží během období Meidži, během kterého právě císař otevřel Japonsko zahraničnímu obchodu. 
Zajímavostí jsou také stanoviště na očistu vozidel – podle šintóistické tradice se nově koupené auto přiveze ke svatyni, kde jej při rituálu očistí kněz od neštěstí a vykoná modlitbu za šťastnou jízdu bez nehod.

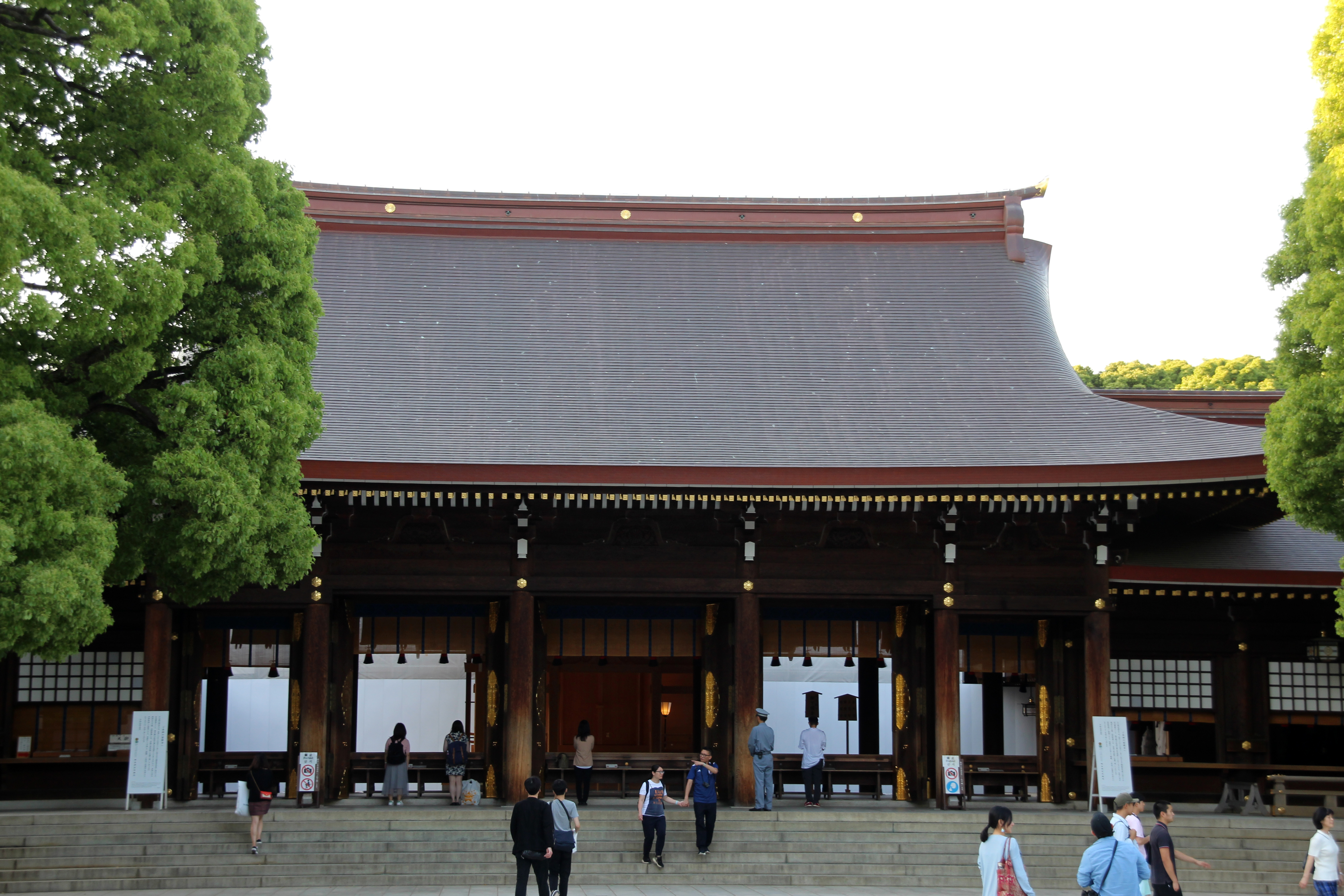
Hlavní svatyně
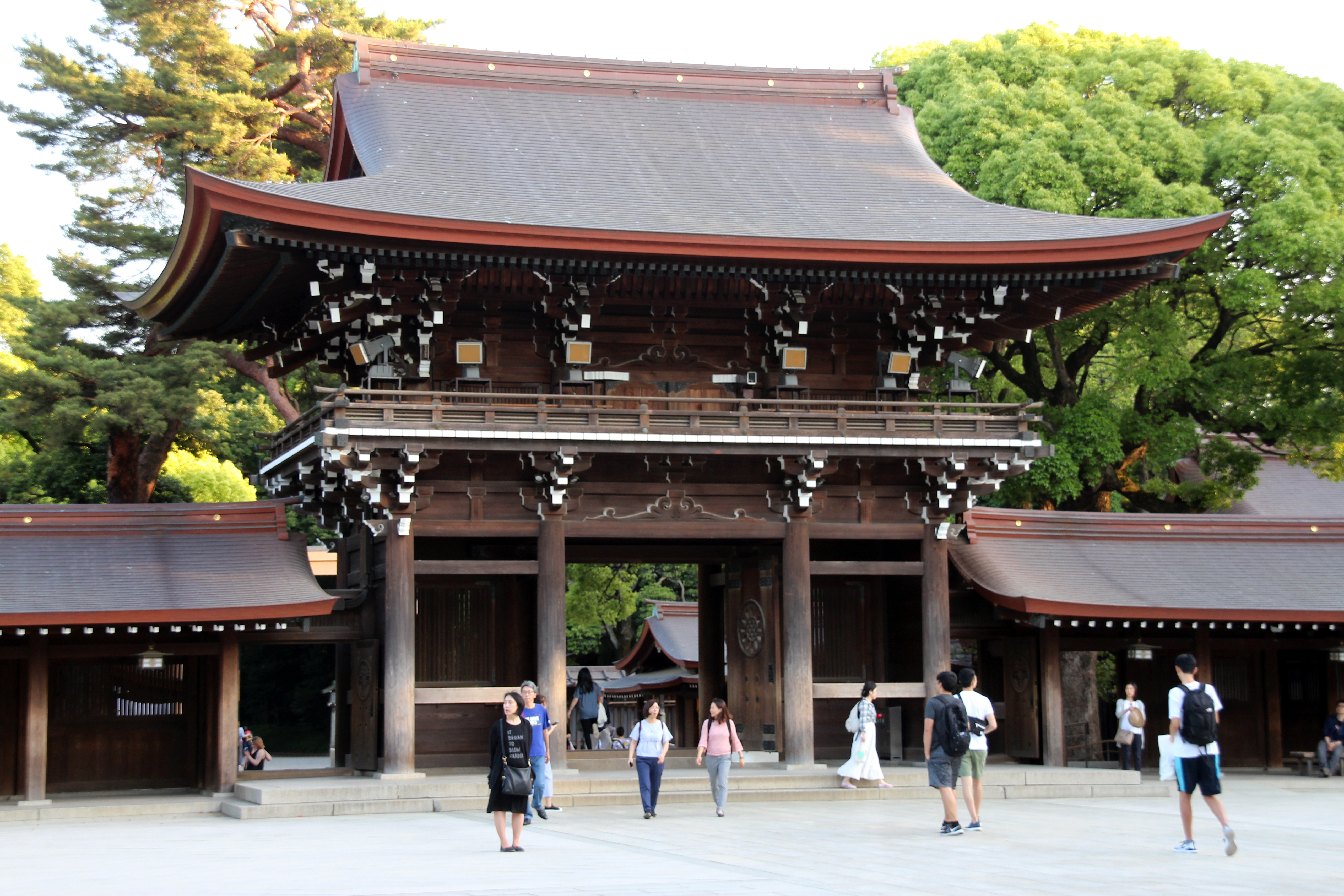
Brána Šinmon
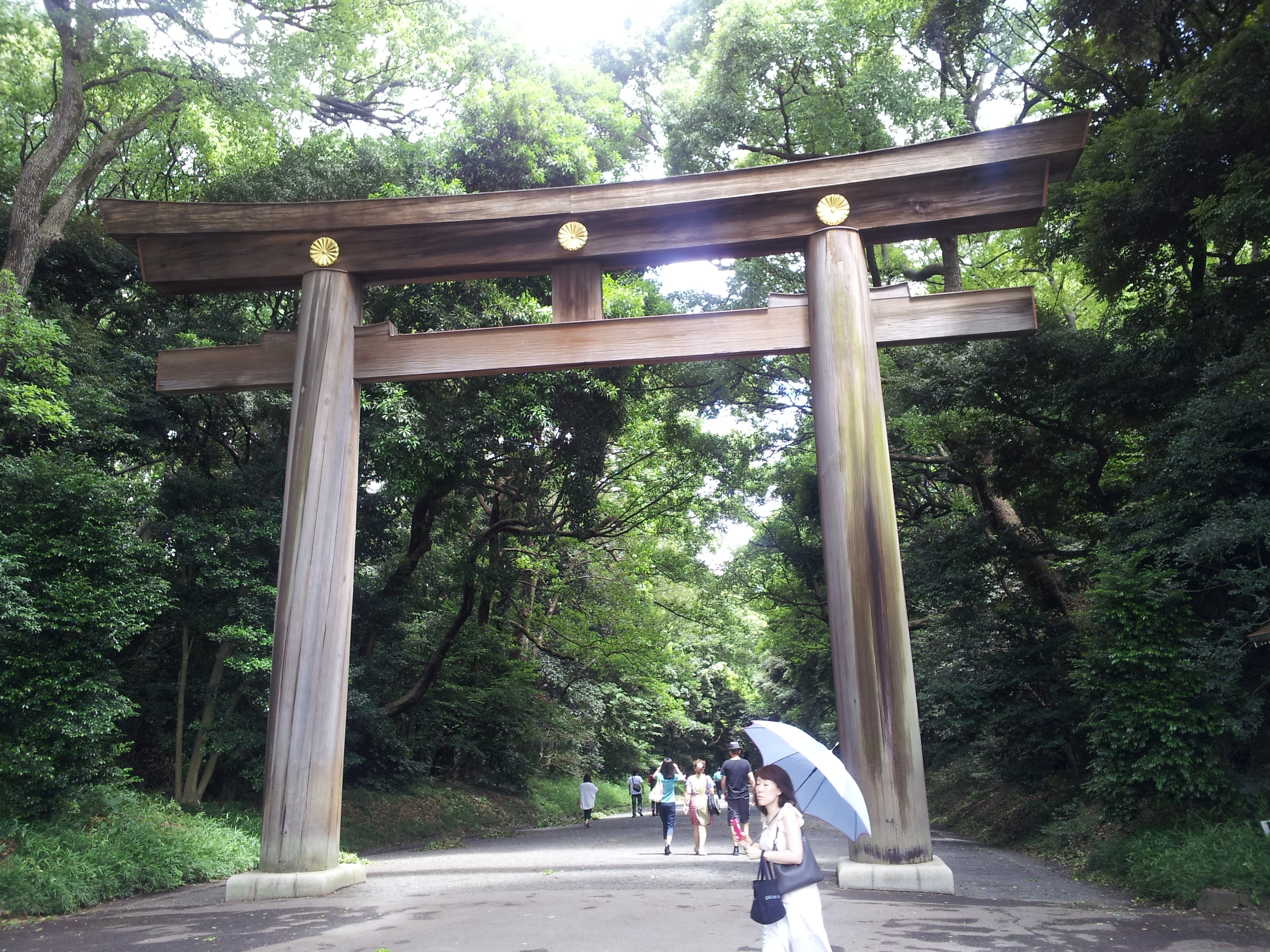
Ótorii, hlavní brána
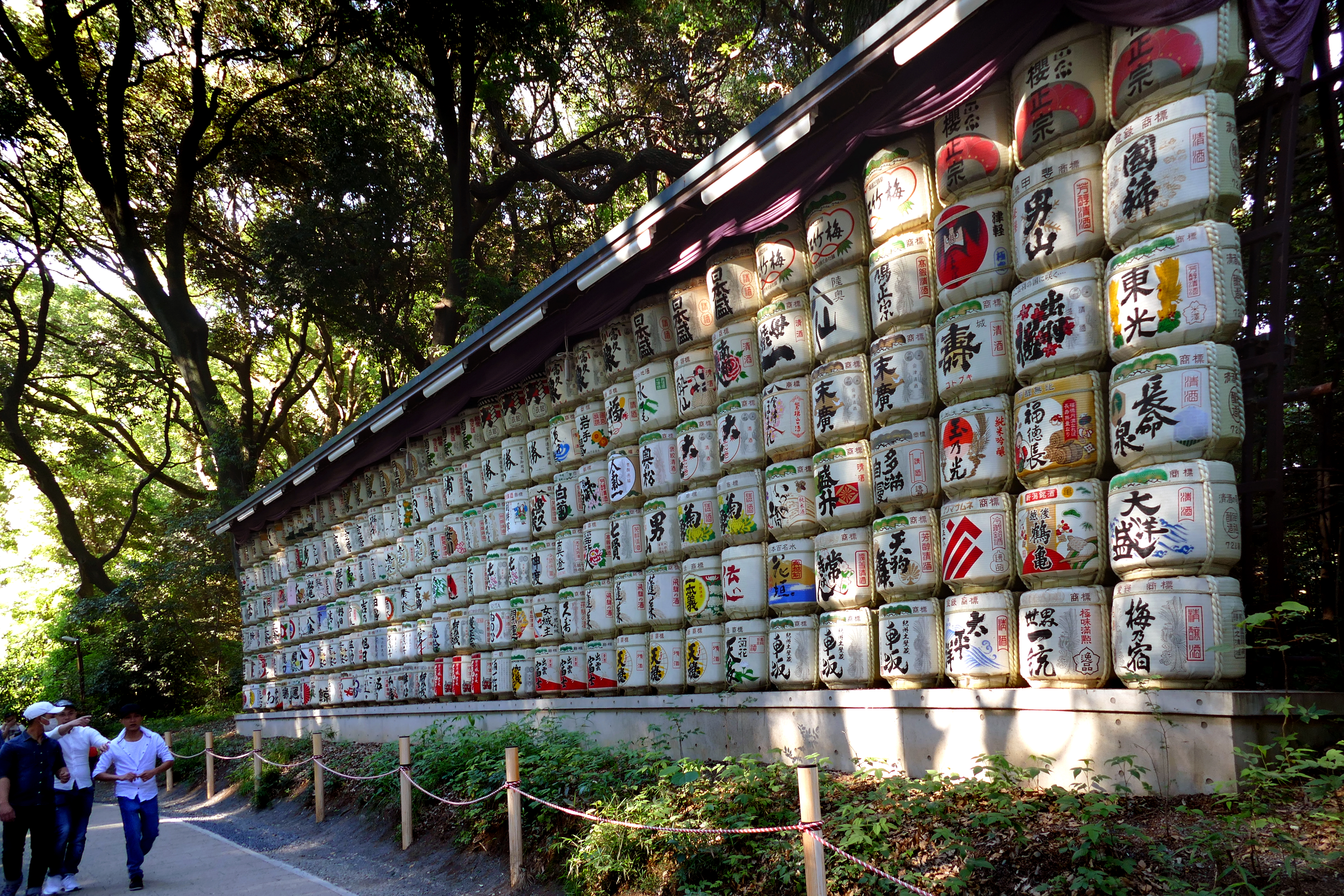
Sudy se sake
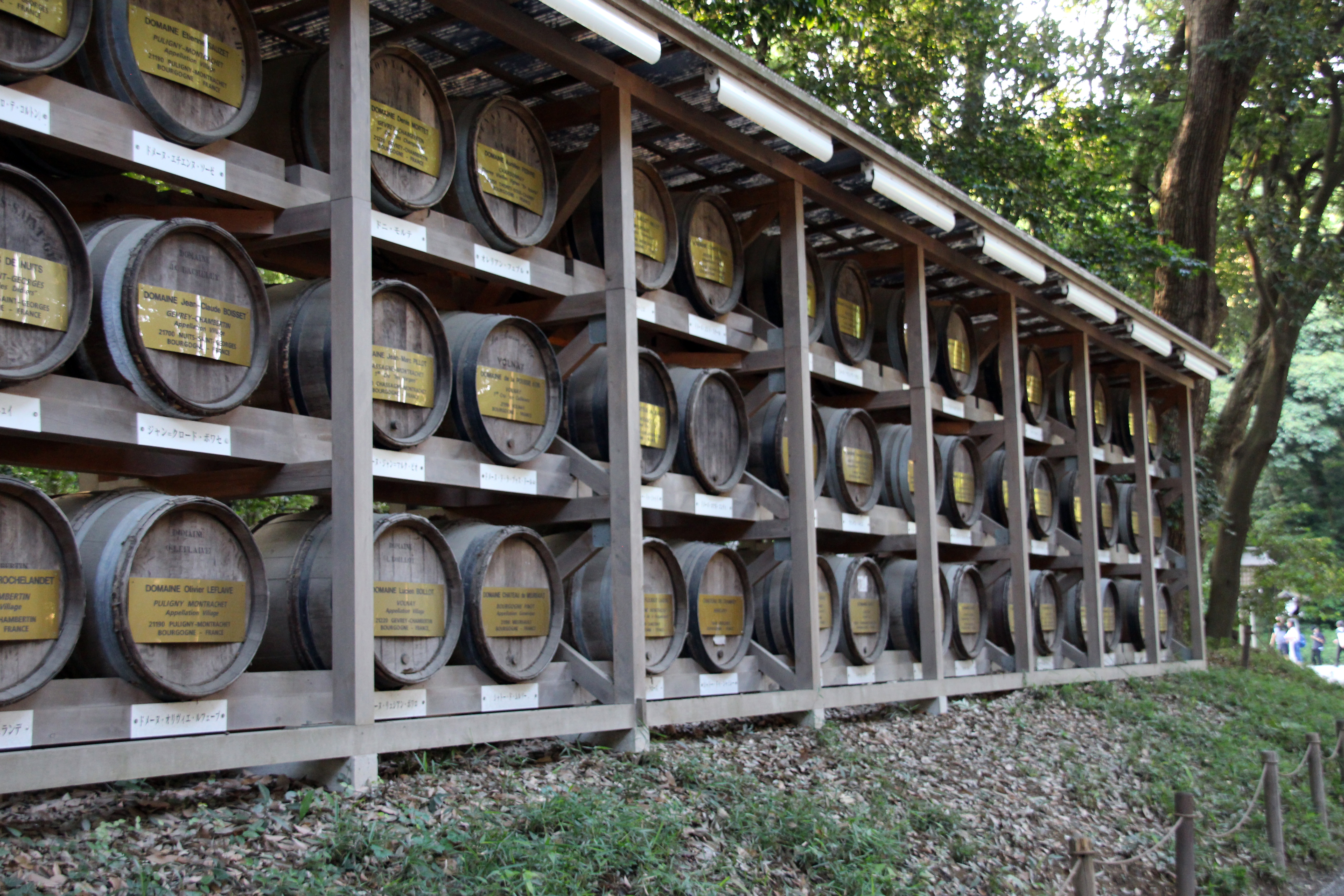
Sudy s burgundským vínem
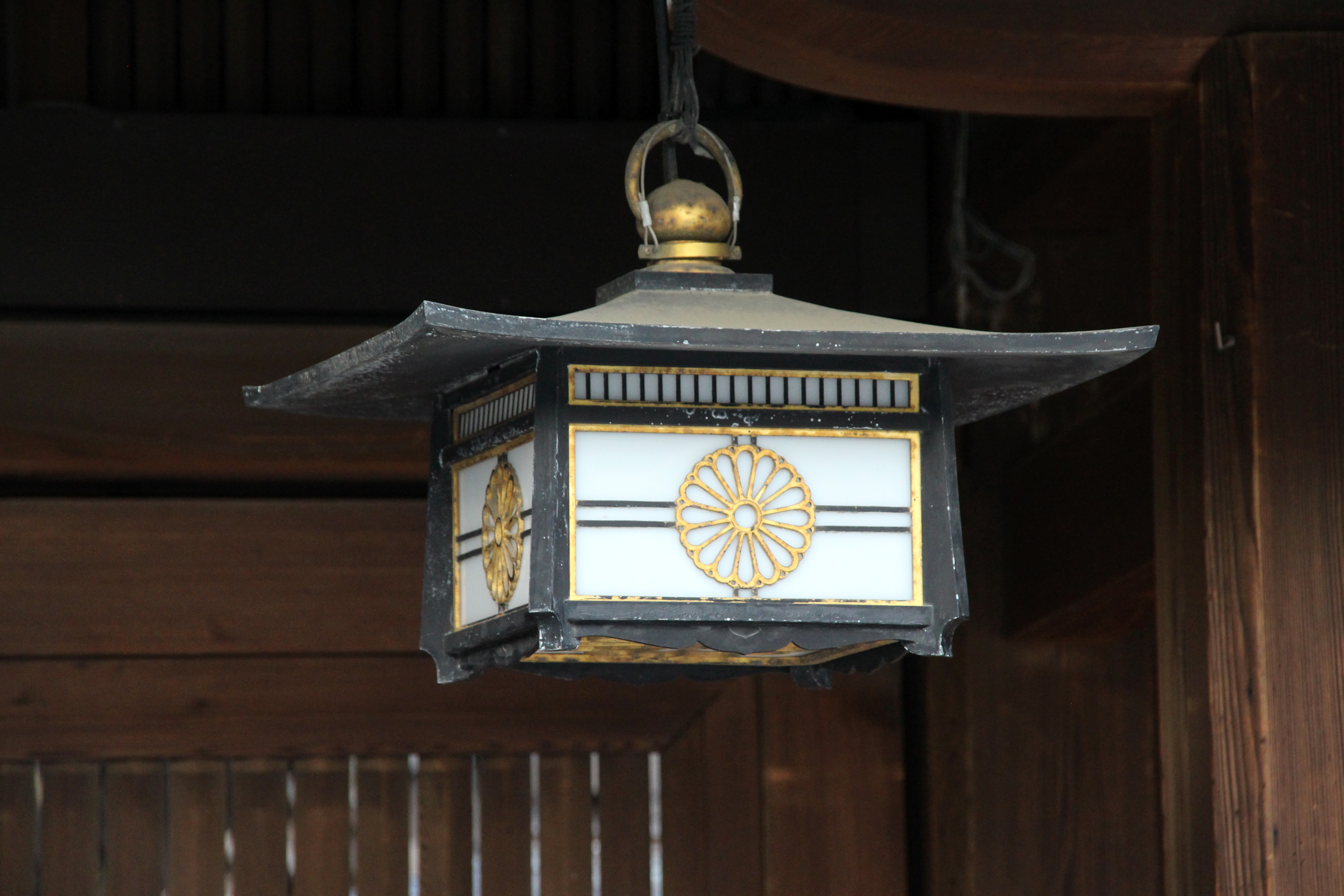
Závěsná lucerna s chryzantémou – císařskou pečetí

## Festivaly
V prostorech svatyně se ročně konají výstavy a tradiční festivaly. Největším je velký podzimní festival probíhající od 30. října, který vyvrcholí 3. listopadu, u příležitosti císařových narozenin. Během tohoto dne se hraje na nádvoří divadlo nó a kagura. Populární jsou také novoroční festivaly, které navštíví ročně na milion lidí.

Mezi další festivaly patří připomínka založení svatyně, modlitba za úrodu nebo oslavy narozenin momentálního císaře.

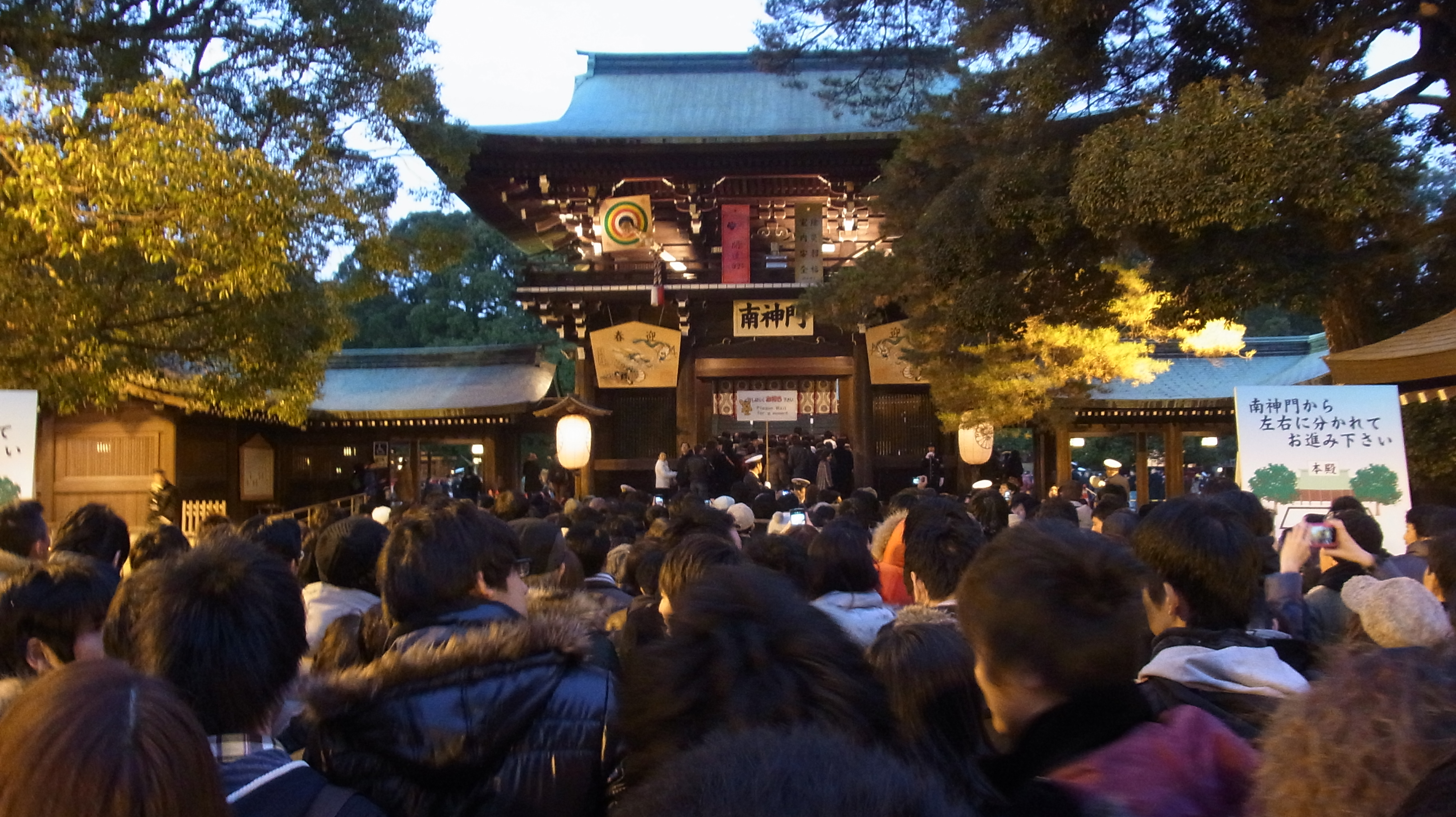
Novoroční festival
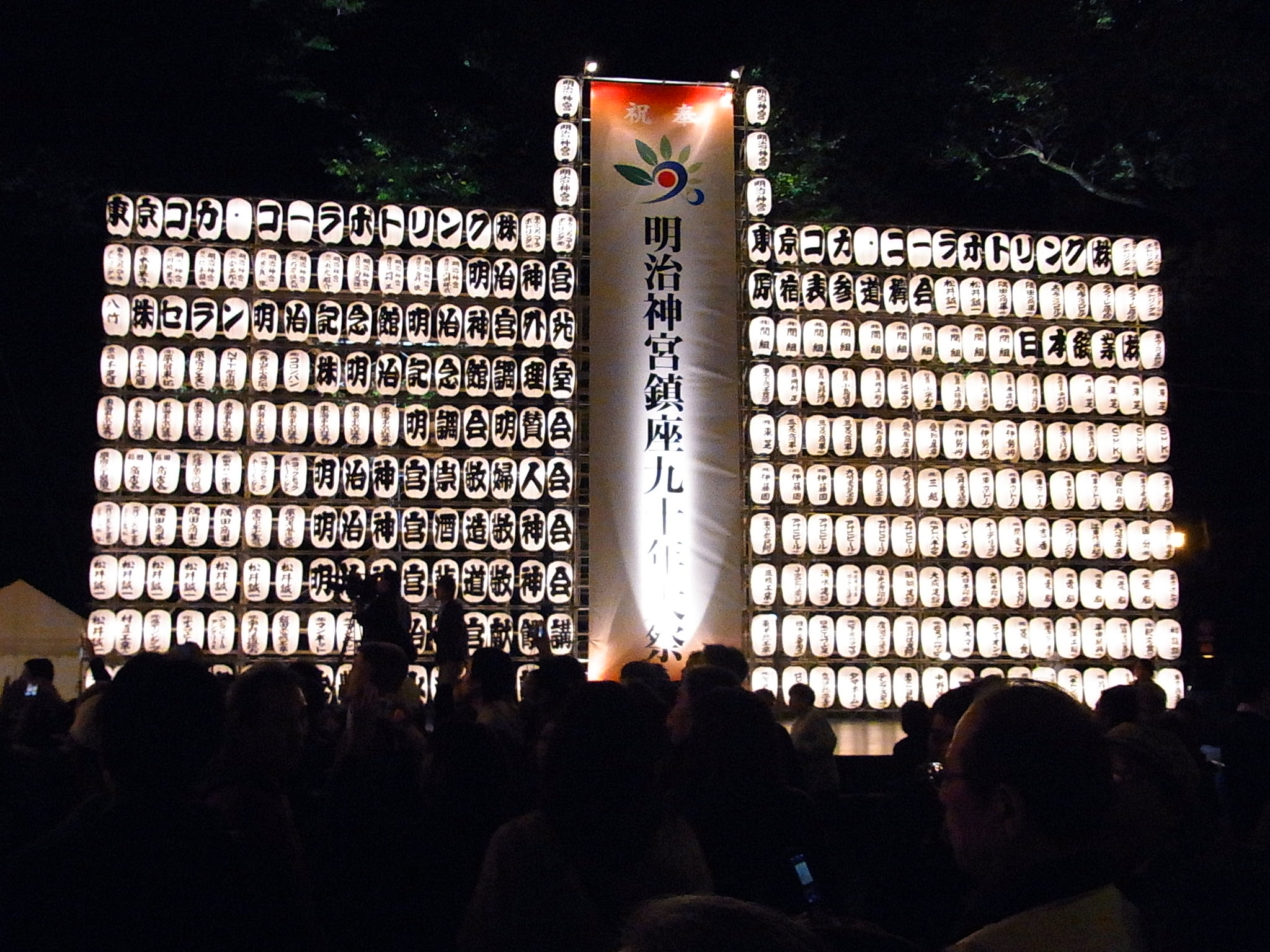
Podzimní festival
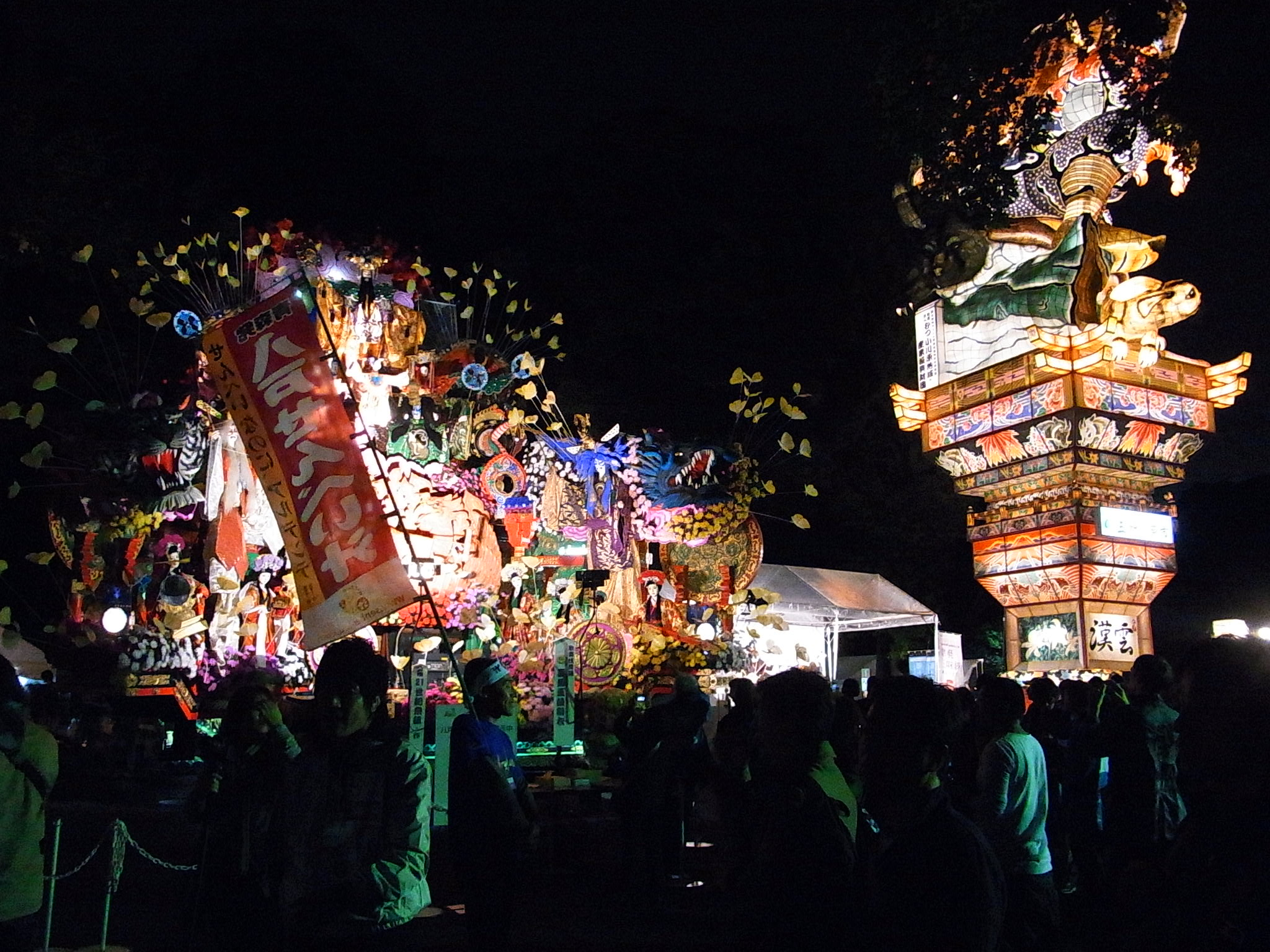
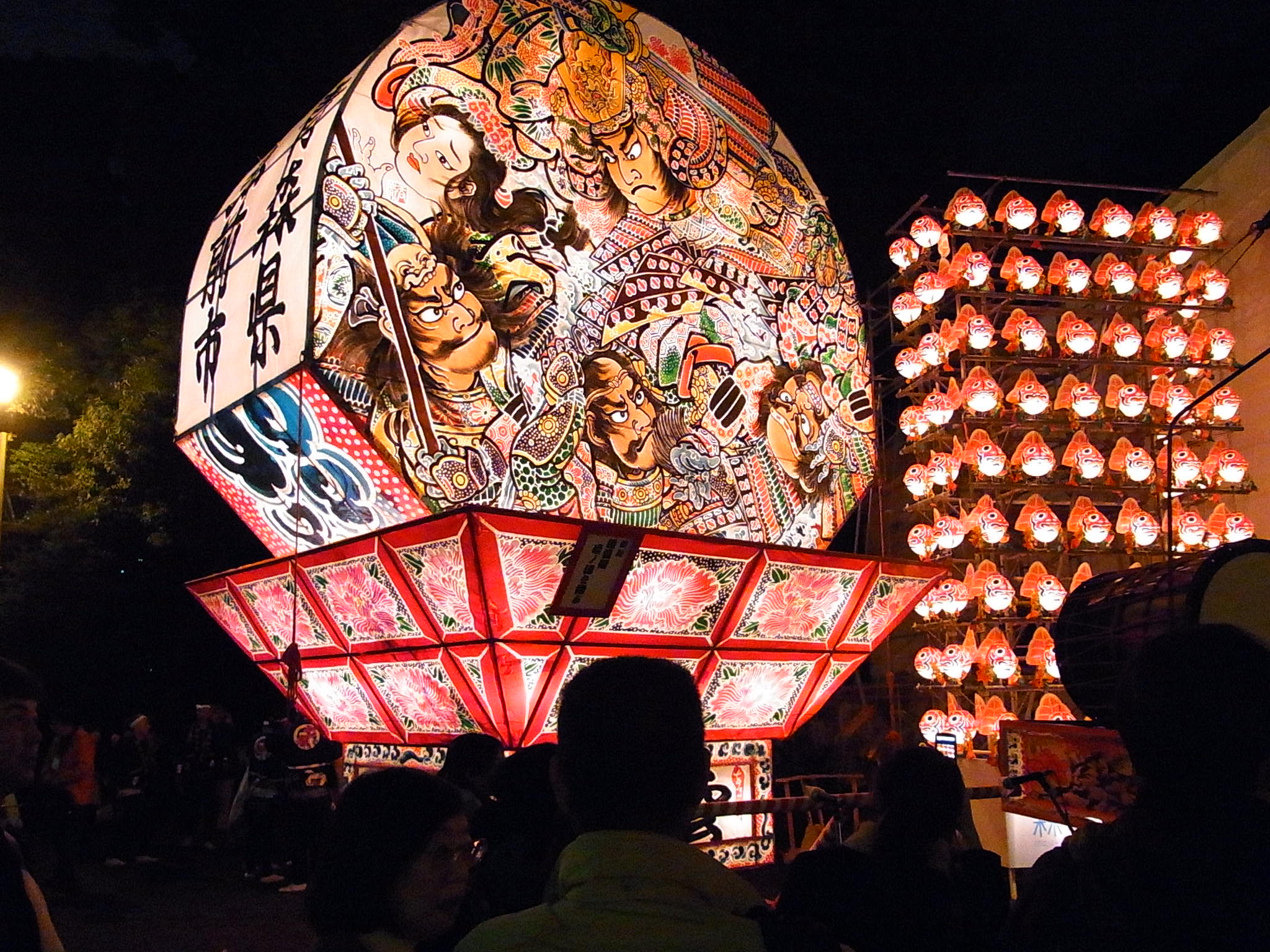